# Réka Gyurátz
Réka Gyurátz (Hungría, 31 de mayo de 1996) es una atleta húngara especializada en la prueba de lanzamiento de martillo, en la que consiguió ser campeona mundial juvenil en 2013.

## Carrera deportiva
En el Campeonato Mundial Juvenil de Atletismo de 2013 ganó la medalla de oro en el lanzamiento de martillo, llegando hasta los 73.20 metros que fue récord de los campeonatos, por delante de su paisana húngara Helga Völgyi y de la ucraniana Valeriia Semenkova (bronce con 68.62 metros).